# Wilhelm Schneemelcher
Wilhelm Schneemelcher (Berlino, 21 agosto 1914 – Bad Honnef, 6 agosto 2003) è stato un teologo tedesco di fede protestante. Fu un esperto degli apocrifi del Nuovo Testamento.

## Biografia
Grazie a Hans Lietzmann, Wilhelm Schneemelcher ottenne un incarico di ricerca sui manoscritti latini e greci presso la Commissione patristica della Chiesa cattolica. Qunado la competenza di tale attività fu trasferita all'Accademia Prussiana delle Scienze, nel 1938 fu rimosso dall'incarico da parte delle autorità naziste che lo giudicarono "politicamente inaffidabile" a motivo delle sue simpatie per la Chiesa confessante. Fu così costretto a gudagnarsi da vivere come assistente di un libraio.
Coscritto nel 1939 nella Wehrmacht, dopo la guerra fu pastore in un villaggio a Stöckheim, vicino a Northeim.
Dal 1954 al 1979 fu professore di patristica all'Università di Bonn. Fu editore della raccolta Festschrift für Günther Dehn, redatta in onore del pastore antinazista Günther Dehn.

## Attività
Fu autore di un'edizione riveduta e ampliata del lavoro di Edgar Hennecke (1865-1951) sugli aprocrifi del Nuovo Testamento. L'opera fu pubblicata nel '64 col titolo di Neutestamentlichen Apokryphen in deutscher Übersetzung, tradotta l'anno seguente in inglese da R. McL. Wilson come The New Testament Apocrypha. In qualità di primo redattore, coordinò il lavoro di decine di studiosi, tra cui Philip Vielhauer e Georg Streck. Il suo testo è considerato dagli studiosi l'opera di riferimento principale nell'ambito degli aprocrifi del Nuovo Testamento. Negli anni successivi, fu affiancato da Joachim Jeremias nel ruolo di primo redattore.